# Faujasite-Ca
La faujasite-Ca è un minerale.

## Etimologia
Il nome è in onore del geologo francese Barthélemy Faujas de Saint-Fond (1741-1819).